# 瀬川清治
瀬川 清治（せがわ せいじ、生年不明 - 1941年12月14日？）は、日本の陸軍軍人、スパイ。
陸軍中野学校三期生。太平洋戦争においてF機関工作員としてタイに潜伏、インド国民軍の編成や戦後のインド独立に影響を与えた藤原岩市の指揮でマレー作戦に従事。オーストラリア兵と交戦、F機関初の戦死者となったとされる。

## 経歴
1941年時点の階級は少尉。 同年9月18日、瀬川は参謀総長の命令を受け、藤原岩市少佐とともにタイへ潜入する。 10月24日には雑貨商や三菱商事社員を装い、タイの首都バンコクに到達した。 そこで、通訳としてF機関員に任命された学生、石川義吉に対し、体操、駆け足、格闘技、ピストルの射撃訓練を指導した。 太平洋戦争開戦直前の12月3日、藤原の指示により、土持則正大尉や米村弘少尉らとともに、工作活動の拠点となるタイ南部ハジャイに進出。 開戦当日である12月8日には、瀬川はシンゴラに上陸した日本軍を迎え入れ、進軍を支援するための誘導活動を行った。12月12日、シンゴラでの作戦が一段落すると、藤原とともにタイ領ヤラに移動した。 そこで、民間工作員の長野正一（永野とする記述もあるが詳細不詳）、インド独立連盟、マレー青年連盟のメンバー十数名と合流し、マレー半島ケラタン州に進出。 国境を突破し、13日にコタバル方面に上陸した佗美支隊と接触した。 14日にはクアラクライを目指して敵中に潜入し、マレー人やインド人兵士をイギリス軍から離反させる工作を行った。 さらに敵後方での工作を志し、土着民に扮して小野や橋本とともにテレマンガン町に進出した。 マレー人工作員を本部へ移動させた直後、オーストラリア兵に発見され、交戦状態に突入した。 瀬川の装備は小型拳銃のみであり、近接戦闘を敢行したが、敵が投擲した手榴弾の爆発により戦死したと伝えられている。 享年23。
藤原はF機関副官の山口源等中尉をコタバルに派遣し、瀬川の遺体を収容させ、現地で火葬したとされる。 石川によると、瀬川の通夜はタイピンの「Raja Rest House」で執り行われた。 マレー作戦のため他のF機関員が任務に奔走する中、遺骨の管理は藤原と石川の二人だけに委ねられた。 二人はダブルベッドで休息したが、藤原は独り言のようにつぶやきながら石川に作戦について語りかけ、やがて起き上がると、マントルピースの上に安置された遺骨に再び線香を灯し、涙を流したという。 この時、片方の線香はまだ消えていなかったと石川は証言した。
瀬川を失った長野と橋本は、佗美支隊を先導し、イギリス軍が橋を破壊した河岸まで日本軍が進出すると、現地人を指揮して渡河に必要な材料を集積するなどの活躍を見せた。 瀬川の遺骨は、シンガポール陥落直後に藤原が胸に抱いて凱旋したとされている。 瀬川の戦死は鎌浦留次によって記録され、陸軍中野学校の精神的な教材として伝えられた。

## 事故死説
中野学校研究者の畠山清行によると、瀬川の最期は戦死ではなく、事故死だったという。1941年11月、陸軍中野学校出身で僧侶の資格を持つ長尾実然少尉は教官から、同期である瀬川の遺骨を遺族に届けるよう命じられたという。 長尾はこの命令に困惑したが、教官からは「貴官にあたえられた命令は、友の死因を詮索することではない。供養し、遺骨を引き渡すことである。行き給え」と厳しく指示された。
遺族のもとを訪れた長尾は長髪に背広姿でお経を唱えたため、遺族から「あなたは軍の方ですか、それともただのお坊さんですか」と不思議に思われた。長尾が「どうしてですか？」と返すと、遺族は「軍の方なら話がある。この遺骨は受け取れません」と返答した。この遺族は瀬川の叔父であったが、彼は瀬川の戦死した日時や場所が伝えられていないこと、また部隊長からのお悔やみ状がないことから、不名誉な死を遂げたのではと疑ったという。また、瀬川の実家が貧困で軍装を揃えるのに苦労したにもかかわらず、遺骨が台湾から梱包で送り返されてきたことにも憤りを覚えていると長尾に訴えた。 長尾は瀬川が中野学校出身であることを伏せ、軍の命令でお経を唱えに来たことを強調し、丁寧に頭を下げて遺族を納得させたという。
また、畠山によると、瀬川の死亡場所はコタバルではなく、タイのバンコクであったという。瀬川はインド独立運動の青年に手榴弾の操作を指導していたが、誤って爆発に巻き込まれてしまい、インド人を庇うように絶命したという。 この事故死については、藤原らF機関関係者から証言がなく、代わりに戦死したとの情報が広まった。 また、瀬川が「ハリマオ」こと谷豊と比べて無名であること、瀬川とコタバルで同行したとされる長野正一や橋本（本名不詳）に関する記録が殆どないこと、更に瀬川の火葬に関わった山口が1984年に脳卒中の発作で半身不随となり、回想録の執筆を断念したことなどから、真相は今もなお不明なままとなっている。
ただし、畠山は山口に取材したことがあり、山口が証言した可能性はある。
石川敦によると、1952年に藤原と同期生の働き掛けにより、瀬川は靖国神社へ合祀されたという。

## 人物
陸軍中野学校在学当時の瀬川は、姿勢温厚、上官や同僚から信頼される人柄であったという。余暇があるときは母親に土産を準備し、「この粕漬は一名顎落としと申します。余りおいしくて食べた人が皆顎を落とすそうです。清治はお母さんが一箸食べては笑い、三箸目には顎をかかえて召し上がるのを見たくてたまりません」と愛情あふれるハガキを書いて送っていたという。瀬川はＦ機関の中野学校出身者の中で唯一顔写真が公開されていない。